# Centorisoma kyushuense
Centorisoma kyushuense är en tvåvingeart som beskrevs av Kanmiya 1983. Centorisoma kyushuense ingår i släktet Centorisoma och familjen fritflugor. Inga underarter finns listade i Catalogue of Life.